# Павлюченков, Дмитрий Викторович
Дми́трий Ви́кторович Павлюче́нков (25 августа 1976, Ростов-на-Дону) — российский боксёр полусредней весовой категории, выступал за сборную в конце 1990-х — начале 2000-х годов. Дважды бронзовый призёр чемпионатов Европы, обладатель бронзовой медали Игр доброй воли, трёхкратный чемпион национального первенства, мастер спорта международного класса. В настоящее время является спортивным функционером в области бокса.

## Биография
Дмитрий Павлюченков родился 25 августа 1976 года в Ростове-на-Дону. Активно заниматься боксом начал в специализированной детско-юношеской 
спортивной школе олимпийского резерва № 11, затем продолжил подготовку в физкультурно-спортивном обществе «Юность России» под руководством заслуженного тренера Анатолия Черняева. Первого серьёзного успеха на ринге добился в 1994 году, когда выиграл серебряную медаль на юниорском чемпионате мира в Стамбуле — с этого момента стал попадать в основной состав взрослой сборной страны и принимать участие в крупных международных турнирах.
В 1998 году Павлюченков завоевал в полусреднем весе бронзовую медаль на чемпионате Европы в Минске (в полуфинале уступил турку казахского происхождения Нурхану Сулейманоглу), кроме того, в этом сезоне защищал честь страны на Играх доброй воли в Нью-Йорке, откуда привёз ещё одну бронзовую награду. В 2002 году получил бронзу на европейском первенстве в Перми (на стадии полуфиналов не смог пройти француза Вилли Блея), год спустя выиграл бронзовую медаль на IV спартакиаде Вооруженных сил стран СНГ. Вскоре после этих соревнований принял решение завершить спортивную карьеру и занялся тренерской деятельностью.
Заочно окончил Российский государственный гидрометеорологический университет (2002). Ныне возглавляет федерацию бокса Ростова-на-Дону. Женат, отец двух дочерей.